# Lycomormium
Lycomormium Rchb.f., 1852 è un genere di piante della famiglia delle Orchidacee, diffuso in Sud America.

## Biologia
Le specie di questo genere si riproducono per impollinazione entomogama ad opera di api euglossine.

## Distribuzione e habitat
Il genere è diffuso sulle Ande, dalla Colombia al Perù, ad altitudini comprese tra 1000 e 1800 m.

## Tassonomia
Il genere Lycomormium appartiene alla sottofamiglia Epidendroideae (tribù Cymbidieae, sottotribù Coeliopsidinae).
Comprende 5 specie:
- Lycomormium ecuadorense  H.R.Sweet (1974)
- Lycomormium elatum  C.Schweinf. (1943)
- Lycomormium fiskei  H.R.Sweet (1974)
- Lycomormium schmidtii  A.Fernández (1974)
- Lycomormium squalidum  (Poepp. & Endl.) Rchb.f.  (1852